# Campionato mondiale maschile under 17 di calcio 1997
Il Campionato mondiale di calcio Under-17 1997, settima edizione del torneo, si è svolto nelle città di Il Cairo, Ismailia, Alessandria d'Egitto e Porto Said in Egitto tra il 4 e il 21 settembre 1997. È stato vinto dal Brasile, che ha conquistato il suo primo titolo battendo in finale il Ghana per 2-1.
Potevano partecipare alla competizione i giocatori nati dopo il 1º gennaio 1980.

## Sedi
| Città                | Stadio                      | Posti  |
| -------------------- | --------------------------- | ------ |
| Il Cairo             | Cairo International Stadium | 74 100 |
| Porto Said           | Port Said Stadium           | 22 000 |
| Alessandria d'Egitto | Alexandria Stadium          | 20 000 |
| Ismailia             | Ismailia Stadium            | 16 500 |

## Squadre partecipanti
| Confederazione                                        | Torneo di qualificazione                         | Qualificate                    |
| ----------------------------------------------------- | ------------------------------------------------ | ------------------------------ |
| AFC (Asia)                                            | Campionato asiatico di calcio Under-17 1996      | Oman Thailandia Bahrein        |
| CAF (Africa)                                          | Nazione ospitante                                | Egitto                         |
| CAF (Africa)                                          | Campionato africano di calcio Under-17 1997      | Mali Ghana                     |
| CONCACAF (America Centrale, Settentrionale e Caraibi) | Campionato nordamericano di calcio Under-17 1996 | Messico Stati Uniti Costa Rica |
| CONMEBOL (Sud America)                                | Campionato sudamericano di calcio Under-17 1997  | Brasile Argentina Cile         |
| OFC (Oceania)                                         | Campionato oceaniano di calcio Under-17 1997     | Nuova Zelanda                  |
| UEFA (Europa)                                         | Campionato europeo di calcio Under-16 1997       | Spagna Austria Germania        |

## Fase a gironi

### Gruppo A
| Squadra    | P.ti | G | V | P | S | GF | GS | DR |
| ---------- | ---- | - | - | - | - | -- | -- | -- |
| Germania   | 7    | 3 | 2 | 1 | 0 | 5  | 1  | +4 |
| Egitto     | 5    | 3 | 1 | 2 | 0 | 5  | 4  | +1 |
| Cile       | 4    | 3 | 1 | 1 | 1 | 7  | 4  | +3 |
| Thailandia | 0    | 3 | 0 | 0 | 3 | 4  | 12 | -8 |

| Arbitro: | Horacio Elizondo |

|                          |           |                           |
| Belal 16’, 46’ Arabi 65’ | Marcatori | 30’ Tongdee 67’ Suksomkit |

| Arbitro: | Ian McLeod |

|  |           |           |
|  | Marcatori | 81’ Adzic |

| Arbitro: | Gilberto Alcala |

|          |           |                |
| Abou 37’ | Marcatori | 69’ Villalobos |

| Arbitro: | Victorino Rodríguez |

|  |           |                                  |
|  | Marcatori | 27’ Deisler 63’ Kehl 84’ Hofmann |

| Arbitro: | Wilson de Souza Mendonça |

|         |           |          |
| Ezz 66’ | Marcatori | 76’ Auer |

| Arbitro: | Jacek Granat |

|                            |           |                                                                            |
| Matong 45+2’ Suksomkit 82’ | Marcatori | 41’, 62’ Viveros 52’ (rig.) Maldonado 67’ Mirošević 83’ Álvarez 89’ Zúñiga |

### Gruppo B
| Squadra       | P.ti | G | V | P | S | GF | GS | DR  |
| ------------- | ---- | - | - | - | - | -- | -- | --- |
| Spagna        | 9    | 3 | 3 | 0 | 0 | 17 | 2  | +15 |
| Mali          | 6    | 3 | 2 | 0 | 1 | 7  | 2  | +5  |
| Messico       | 3    | 3 | 1 | 0 | 2 | 8  | 6  | +2  |
| Nuova Zelanda | 0    | 3 | 0 | 0 | 3 | 2  | 22 | -22 |

| Arbitro: | Jacek Granat |

|  |           |                                           |
|  | Marcatori | 33’ Guindo 64’ Mah. Diarra 70’, 88’ Keita |

| Arbitro: | Wilson de Souza Mendonça |

|                         |           |                                  |
| Arce 66’ Santibáñez 66’ | Marcatori | 14’, 84’ (rig.) David 31’ Mateos |

| Arbitro: | Horacio Elizondo |

|  |           |           |
|  | Marcatori | 85’ David |

| Arbitro: | Abdul Aziz Al Dokhail |

|  |           |                                                        |
|  | Marcatori | 12’ Martínez 32’ Salcedo 41’, 47’ Gómez 85’ Santibáñez |

| Arbitro: | Abdulhamid Radwan Abdulkareem |

|  |           | |
|  | Marcatori | 23’, 29’ Sánchez 28’, 64’ Mateos 36’ (rig.) Santamaría 43’, 45+3’, 47’, 49’ David 62’ Royo 71’ Ander 87’ Corona 90+1’ López |

| Arbitro: | Ľuboš Micheľ |

|                                 |           |           |
| D. Coulibaly 40’ Keita 54’, 85’ | Marcatori | 64’ Pérez |

### Gruppo C
| Squadra     | P.ti | G | V | P | S | GF | GS | DR  |
| ----------- | ---- | - | - | - | - | -- | -- | --- |
| Brasile     | 9    | 3 | 3 | 0 | 0 | 13 | 1  | +12 |
| Oman        | 6    | 3 | 2 | 0 | 1 | 8  | 4  | +4  |
| Stati Uniti | 3    | 3 | 1 | 0 | 2 | 4  | 7  | -3  |
| Austria     | 0    | 3 | 0 | 0 | 3 | 4  | 14 | -13 |

| Arbitro: | Mario Sánchez |

|                                                     |           |  |
| Al-Harbi 15’ J. Al-Mukhaini 39’ Al-Balushi 46’, 52’ | Marcatori |  |

| Arbitro: | Abdulhamid Radwan Abdulkareem |

|  |           | |
|  | Marcatori | 8’ Diogo Rincón 13’ Fábio Pinto 16’ Geovanni 38’ Ferrugem 44’ Matuzalém 75’ (rig.) Ronaldinho 85’ (rig.) Anaílson |

| Arbitro: | René Temmink |

|  |           |                                      |
|  | Marcatori | 66’ Jorginho 85’ Adiel 90’ Matuzalém |

| Arbitro: | Eugene Brazzale |

|                                   |           |               |
| Nairooz 18’ Al-Balushi 45+1’, 69’ | Marcatori | 74’ Ziervogel |

| Arbitro: | Gilberto Alcala |

|                |           |                                           |
| Al-Balushi 53’ | Marcatori | 50’ Jorginho 66’ Fábio Pinto 84’ Geovanni |

| Arbitro: | Mamadouba Engage Camara |

|                                        |           |  |
| Rupsis 6’ Twellman 56’, 67’ Totten 82’ | Marcatori |  |

### Gruppo D
| Squadra    | P.ti | G | V | P | S | GF | GS | DR |
| ---------- | ---- | - | - | - | - | -- | -- | -- |
| Ghana      | 7    | 3 | 2 | 1 | 0 | 7  | 1  | +6 |
| Argentina  | 7    | 3 | 2 | 1 | 0 | 3  | 0  | +3 |
| Bahrein    | 3    | 3 | 1 | 0 | 2 | 4  | 8  | -4 |
| Costa Rica | 0    | 3 | 0 | 0 | 3 | 1  | 6  | -5 |

| Porto Said 5 settembre 1997, ore 13:45 | Argentina | 0 – 0 referto | Ghana | Port Said Stadium (30 000 spett.)\| Arbitro: \| Lu Jun \| |
| Arbitro:                               | Lu Jun    |               |       |                                                           |

| Arbitro: | Mamadouba Engage Camara |

|              |           |                                          |
| Esquivel 67’ | Marcatori | 64’ (rig.) Al-Dosari 79’ Amer 84’ Rashed |

| Arbitro: | Ľuboš Micheľ |

|                                                    |           |          |
| Eku 5’ Ansah 8’ Afriyie 52’ A. Quaye 77’ Abbey 89’ | Marcatori | 71’ Amer |

| Arbitro: | Terje Hauge |

|              |           |  |
| Galletti 59’ | Marcatori |  |

| Arbitro: | Ian McLeod |

|                           |           |  |
| Marchant 42’ Marchano 72’ | Marcatori |  |

| Arbitro: | Mario Sánchez |

|                         |           |  |
| A. Quaye 12’ Coffie 61’ | Marcatori |  |

## Fase ad eliminazione diretta
|  | Quarti di finale                    | Quarti di finale        |                         |        | Semifinali                | Semifinali                |  |  | Finale                  | Finale |
|  |                                     |                         |                         |        |                           |                           |  |  |                         |        |
|  | 14 settembre - Il Cairo             |                         |                         |        |                           |                           |  |  |                         |        |
|  |                                     |                         |                         |        |                           |                           |  |  |                         |        |
|  | Germania (dtr)                      | 0 (4)                   |                         |        |                           |                           |  |  |                         |        |
|  | Germania (dtr)                      | 0 (4)                   | 18 settembre - Ismailia |        |                           |                           |  |  |                         |        |
|  | Mali                                | 0 (3)                   |                         |        |                           |                           |  |  |                         |        |
|  | Mali                                | 0 (3)                   | Germania                | 0      |                           |                           |  |  |                         |        |
|  | 14 settembre - Alessandria d'Egitto |                         | Germania                | 0      |                           |                           |  |  |                         |        |
|  |                                     | Brasile                 | 4                       |        |                           |                           |  |  |                         |        |
|  | Brasile                             | Brasile                 | 4                       | 2      |                           |                           |  |  |                         |        |
|  | Brasile                             |                         | 21 settembre - Il Cairo | 2      |                           |                           |  |  |                         |        |
|  | Argentina                           | 0                       |                         |        |                           |                           |  |  |                         |        |
|  | Argentina                           | 0                       | Brasile                 | 2      |                           |                           |  |  |                         |        |
|  | 15 settembre - Ismailia             |                         | Brasile                 | 2      |                           |                           |  |  |                         |        |
|  |                                     | Ghana                   | 1                       |        |                           |                           |  |  |                         |        |
|  | Spagna                              | Ghana                   | 1                       | 2      |                           |                           |  |  |                         |        |
|  | Spagna                              | 18 settembre - Il Cairo |                         | 2      |                           |                           |  |  |                         |        |
|  | Egitto                              | 1                       |                         |        |                           |                           |  |  |                         |        |
|  | Egitto                              | 1                       | Spagna                  | 1      | Finale per il terzo posto | Finale per il terzo posto |  |  |                         |        |
|  | 15 settembre - Porto Said           |                         | Spagna                  | 1      | Finale per il terzo posto | Finale per il terzo posto |  |  |                         |        |
|  |                                     | Ghana                   | 2                       |        |                           |                           |  |  |                         |        |
|  | Ghana                               | Ghana                   | 2                       | 4      | Germania                  | 1                         |  |  |                         |        |
|  | Ghana                               |                         |                         | 4      | Germania                  | 1                         |  |  |                         |        |
|  | Oman                                | 1                       |                         | Spagna | 2                         |                           |  |  |                         |        |
|  | Oman                                | 1                       |                         |        | 2                         |                           |  |  |                         |        |
|  |                                     |                         |                         |        |                           |                           |  |  | 21 settembre - Il Cairo |        |
|  |                                     |                         |                         |        |                           |                           |  |  |                         |        |

### Quarti di finale
| Arbitro: | Jacek Granat |

|                      |           |  |
| Fábio Pinto 44’, 83’ | Marcatori |  |

| Arbitro: | Lu Jun |

|                                 |                      |                                          |
| Adzic Deisler Miedl Truckenbrod | Tiri di rigore 4 – 3 | Y. Coulibaly Camara Guindo Karambe Keita |

| Arbitro: | René Temmink |

|                                                               |           |             |
| M. Al-Mukhaini 25’ (aut.) Coffie 42’ Afriyie 79’ A. Quaye 88’ | Marcatori | 71’ Al-Amri |

| Arbitro: | Victorino Rodríguez |

|                            |           |           |
| Santamaría 28’ Camacho 66’ | Marcatori | 31’ Belal |

### Semifinali
| Arbitro: | Ian McLeod |

|  |           |                                                          |
|  | Marcatori | 4’ Adiel 85’ Geovanni 86’ Ferrugem 88’ (rig.) Ronaldinho |

| Arbitro: | Mario Sánchez |

|           |           |                        |
| Sousa 35’ | Marcatori | 47’ Attram 79’ Afriyie |

### Finale per il 3º posto
| Arbitro: | Victorino Rodríguez |

|                  |           |                            |
| Adzic 59’ (rig.) | Marcatori | 30’ Ander 85’ (rig.) Sousa |

### Finale
| Arbitro: | Terje Hauge |

|                          |           |             |
| Matuzalém 63’ Andrey 87’ | Marcatori | 39’ Afriyie |

## Classifica marcatori
| Gol |  |  | Giocatore               | Squadra |
| --- |  |  | ----------------------- | ------- |
| 7   |  |  | David                   | Spagna  |
| 5   |  |  | Hashim Saleh Al-Balushi | Oman    |
| 4   |  |  | Owusu Afriyie           | Ghana   |
| 4   |  |  | Fábio Pinto             | Brasile |
| 4   |  |  | Seydou Keita            | Mali    |
| 3   |  |  | Ahmed Belal             | Egitto  |
| 3   |  |  | Geovanni                | Brasile |
| 3   |  |  | Miguel Mateos           | Spagna  |
| 3   |  |  | Matuzalém               | Brasile |
| 3   |  |  | Awule Quaye             | Ghana   |

## Premi individuali
I seguenti premi sono stati assegnati alla fine del torneo. Tutti i premi, tranne il FIFA Fair Play Award, erano sponsorizzati da adidas.
| Pallone d'oro        | Pallone d'argento       | Pallone di bronzo |
| -------------------- | ----------------------- | ----------------- |
| Sergio Santamaría    | Fábio Pinto             | Owusu Afriyie     |
| Scarpa d'oro         | Scarpa d'argento        | Scarpa di bronzo  |
| David                | Hashim Saleh Al-Balushi | Fábio Pinto       |
| FIFA Fair Play Award |                         |                   |
| Argentina            |                         |                   |